# Patrimoni dell'umanità del Ruanda
I patrimoni dell'umanità del Ruanda sono i siti dichiarati dall'UNESCO come patrimonio dell'umanità in Ruanda, che è divenuto parte contraente della Convenzione sul patrimonio dell'umanità il 28 dicembre 2000.
Al 2023 i siti iscritti nella Lista dei patrimoni dell'umanità sono due, mentre non ci sono candidature per ulteriori iscrizioni. Entrambi i siti, il Parco nazionale di Nyungwe e i Siti memoriali del genocidio: Nyamata, Murambi, Bisesero e Gisozi, sono stati iscritti nella lista nel 2023, durante la quarantacinquesima sessione del comitato del patrimonio mondiale. Un sito è considerato naturale, secondo i criteri di selezione, uno culturale.

## Siti del Patrimonio mondiale
| Foto | Sito                                                              | Luogo                                        | Tipo                 | Anno | Descrizione |
| ---- | ----------------------------------------------------------------- | -------------------------------------------- | -------------------- | ---- | --- |
|      | Parco nazionale di Nyungwe                                        | Provincia Meridionale, Provincia Occidentale | Naturale (1697; x)   | 2023 | Questo sito seriale rappresenta un'area importante per la conservazione della foresta pluviale nell'Africa centrale. Il parco ospita foreste intatte e torbiere, brughiere, boschetti e praterie, che forniscono habitat a una flora e una fauna altamente diversificate. Il Parco contiene anche gli habitat naturali più significativi per una serie di specie che non si trovano in nessun'altra parte del mondo, tra cui lo scimpanzé orientale (Pan troglodytes schweinfurthii), minacciato a livello globale, la scimmia dorata (Cercopithecus mitis ssp. kandti) e il pipistrello ferro di cavallo delle colline (Rhinolophus hillorum) in grave pericolo di estinzione. Ci sono anche 12 specie di mammiferi e sette di uccelli che sono minacciate a livello globale e, con 317 specie di uccelli registrate, il Parco nazionale di Nyungwe è uno dei siti più importanti per la conservazione degli uccelli in Africa. |
|      | Siti memoriali del genocidio: Nyamata, Murambi, Bisesero e Gisozi | Gishyita, Gisozi, Murambi, Nyamata           | Culturale (1586; vi) | 2023 | Tra aprile e luglio 1994, circa un milione di persone furono uccise in tutto il Ruanda dalle milizie armate chiamate Interahamwe che presero di mira i tutsi, ma giustiziarono anche gli hutu moderati e i Twa. Le vittime del genocidio ruandese sono commemorate in questo sito seriale composto da quattro luoghi commemorativi. Due delle parti componenti erano scene di massacri: una chiesa cattolica costruita sulla collina di Nyamata nel 1980 e una scuola tecnica costruita sulla collina di Murambi nel 1990. La collina di Gisozi nella città di Kigali ospita il Memoriale del genocidio di Kigali costruito nel 1999, dove sono state sepolte più di 250 000 vittime, mentre la collina di Bisesero ospita un memoriale costruito nel 1998, per ricordare la lotta di coloro che resistettero ai loro carnefici per oltre due mesi prima di essere sterminati.                                                   |